# Операция «Уничтожить»
«Операция „Уничтожить“» (англ. «Operation: Annihilate!») — двадцать девятый и последний эпизод первого сезона американского научно-фантастического телесериала «Звёздный путь», впервые показанный на телеканале NBC 13 апреля 1967 года.

## Сюжет
В звёздную дату 3287.2 звездолёт Федерации «Энтерпрайз» под командованием Джеймса Тиберия Кирка прибывает на планету Денева, где живёт семья брата капитана, Сэма Кирка. Незадолго до этого корабль наблюдает за одиночным кораблём, сгорающим в звезде, пилот за секунду до смерти кричал, что он свободен.
Спустившись на планету, десант находит колонистов безумными, агрессивными и с трудом контролирующими себя. Кирк находит своего брата мёртвым, его жену в тяжёлом состоянии, а своего племянника без сознания. Жена Сэма в лазарете пытается рассказать, что ей кто-то управляет, но вскоре она умирает. При исследовании планеты обнаруживаются необычные слизистые существа, одно из которых прыгает Споку на спину и причиняет ему сильную боль. Доктор МакКой извлекает из Спока органический предмет, похожий на щупальца, такими щупальцами пронизано всё тело офицера, они буквально переплелись с его нервной системой и пытаются управлять, причиняя сильную боль.
Спок наполовину вулканец, поэтому ему удаётся мысленно подавить сильную боль и вернуться в строй. Он отправляется на планету и добывает одно существо, подобное тому, что укусило офицера. Научные сотрудники пытаются найти способ убить паразитов внутри организма не повредив при этом самого человека. Кирк делает предположение, что эти создания умирают от яркого света и, действительно, образец Спока погибает при мощном световом излучении. Спок решает проверить на себе, смогут ли щупальца умереть внутри него, если подвергнуть тело вулканца сильному свету. После эксперимента Спок говорит, что избавился от боли, но спокойно добавляет, что полностью ослеп. Доктор винит себя в глупой ошибке, ведь достаточно было использовать ультрафиолет.
С помощью многочисленных спутников, излучающих ультрафиолетовые лучи, людям на планете удаётся избавиться от паразитов. К счастью, слепота Спока оказалась временной, так как у вулканцев есть второе веко, защищающее глаза от палящего солнца планеты Вулкан.

## Отзывы
Зак Хэндлен из The A.V. Club поставил этому эпизоду оценку «B+», назвав его немного «каменным», но в остальном похвалив. Отметил хорошую игру Леонарда Нимоя.